# Francesco I de' Medici
Francesco I de' Medici (Firenze, 25 marzo 1541 – Poggio a Caiano, 19 ottobre 1587), figlio di Cosimo I de' Medici e della di lui prima moglie Eleonora di Toledo, fu il secondo Granduca di Toscana dal 1574 alla morte, avvenuta improvvisamente e misteriosamente nel 1587.

## Biografia

### Infanzia

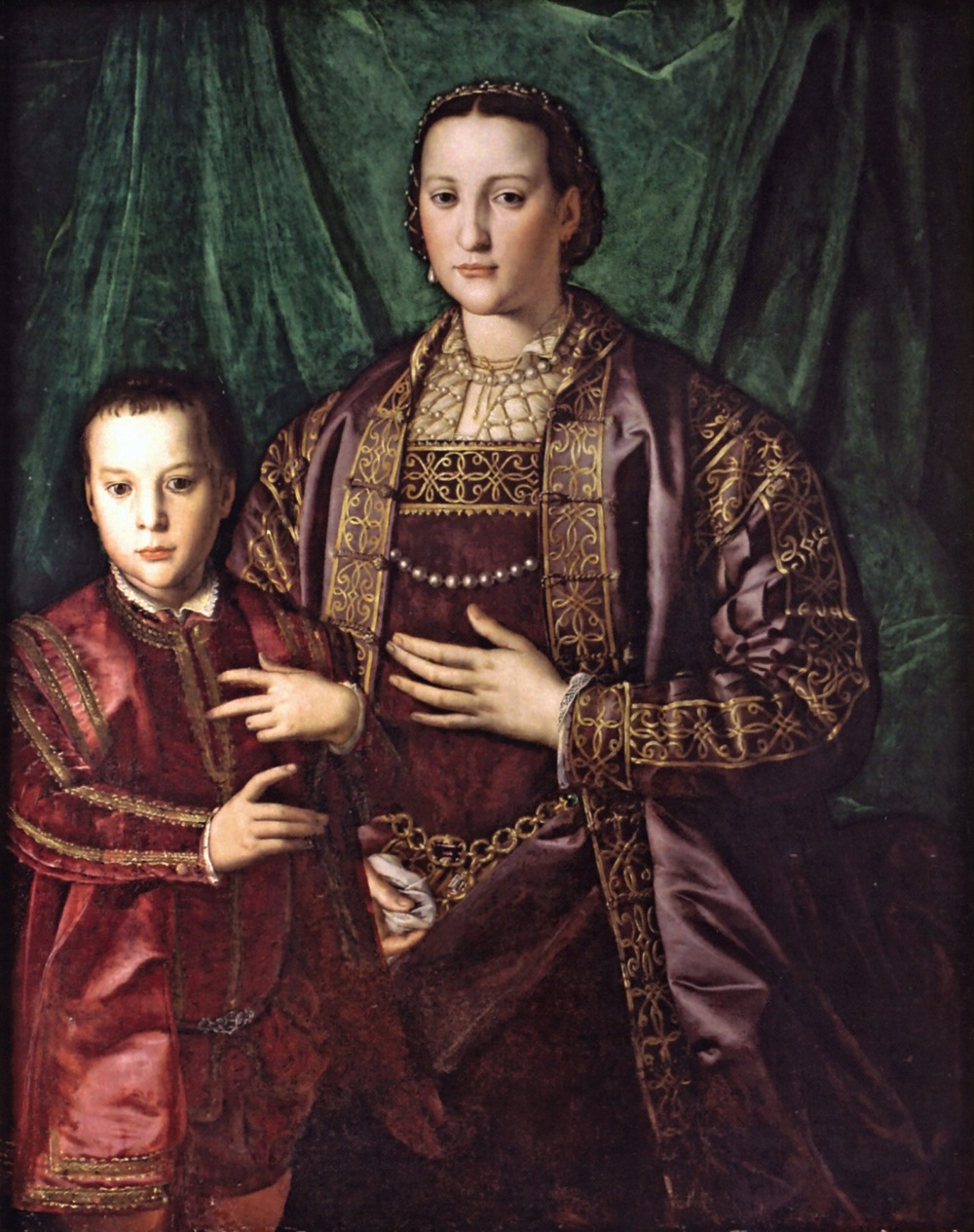
Ritratto di Eleonora di Toledo con il figlio Francesco di Agnolo Bronzino, 1549, Palazzo Reale, Pisa

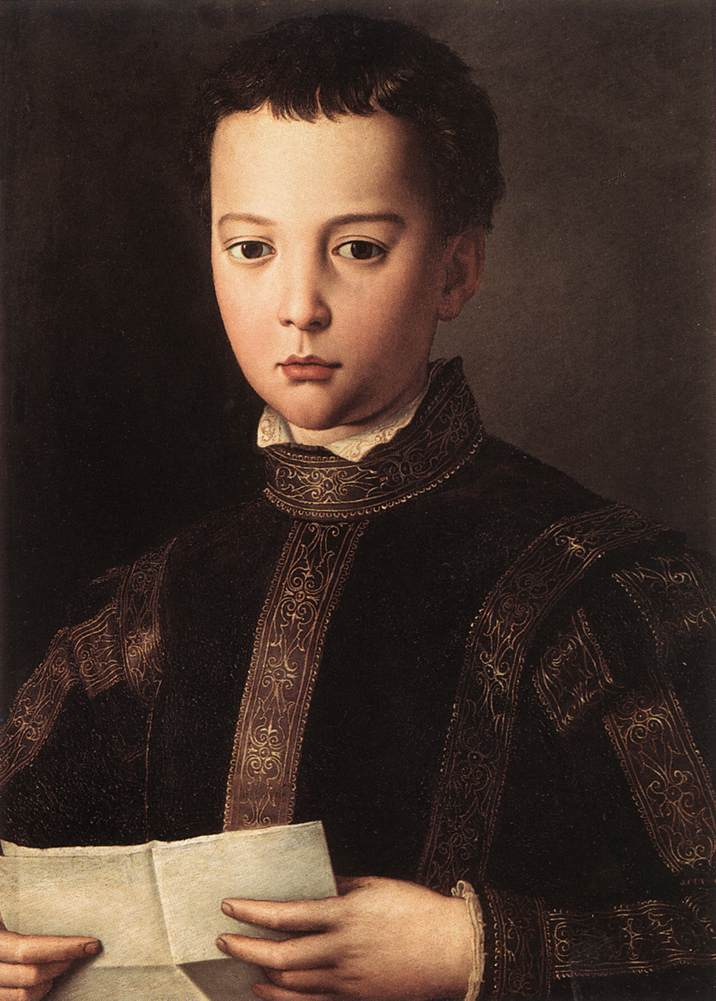
Ritratto di Francesco I de' Medici giovinetto di Agnolo Bronzino, 1551, Galleria degli Uffizi, Firenze

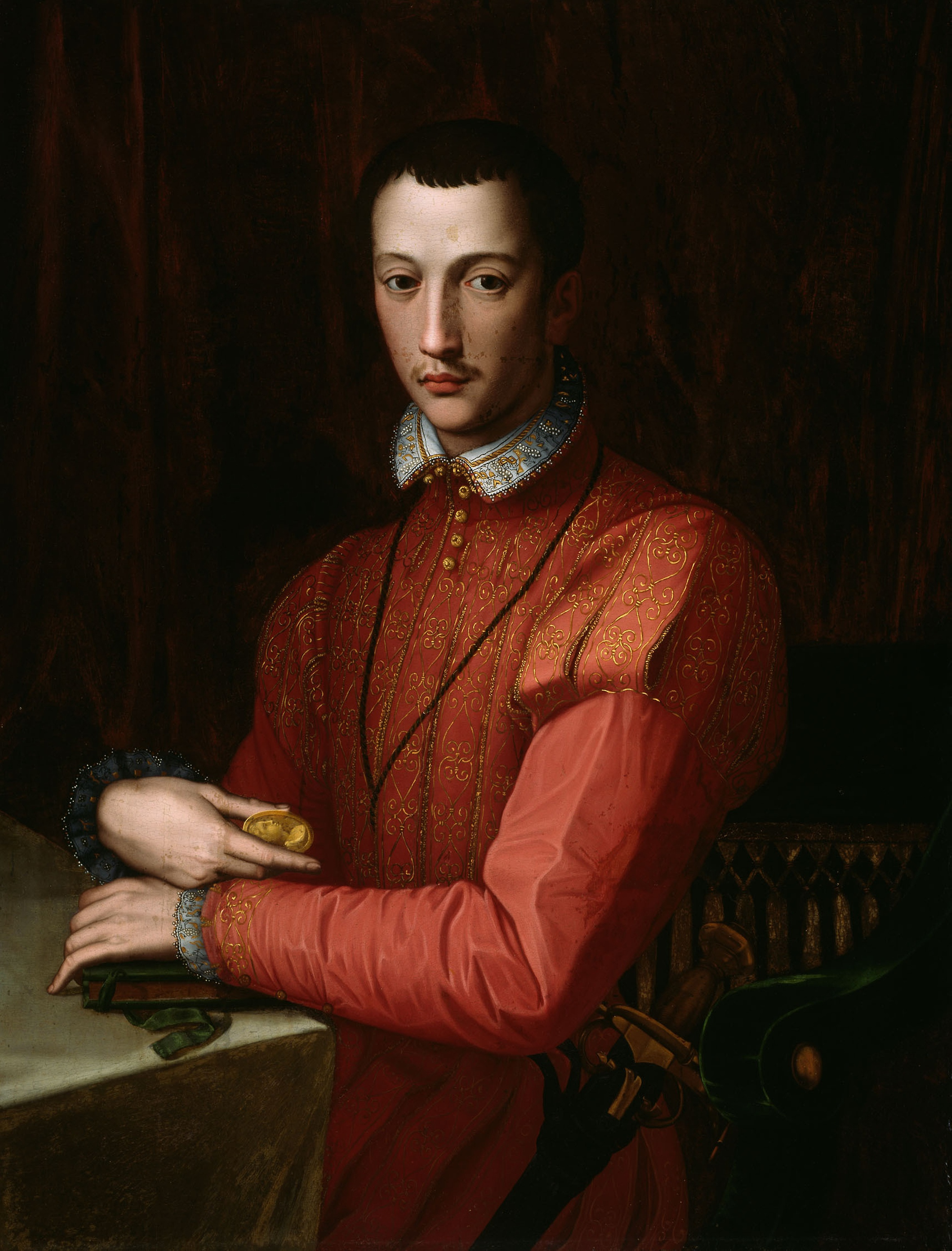
Ritratto di Francesco I de' Medici di Alessandro Allori, 1560 circa, Art Institute of Chicago

Figlio di Cosimo I de' Medici ed Eleonora di Toledo, fu chiamato così per un voto fatto dalla duchessa in occasione di un pellegrinaggio al santuario francescano della Verna.
Fin dal 1564 Francesco I fu reggente del granducato per conto del padre, il quale mantenne comunque il titolo e altre prerogative, tra cui la nomina delle cariche più importanti. Il 18 dicembre 1565 sposò Giovanna d'Austria (1548 - 1578), figlia di Ferdinando I d'Asburgo. Dopo la morte della prima moglie, Francesco si risposò con Bianca Cappello nel 1579. I due ebbero un figlio, Antonio (29 agosto 1576 - 2 maggio 1621), o secondo altre fonti, fu adottato dalla coppia. In ogni caso questo singolare individuo venne osteggiato dai suoi familiari e venne escluso dalla successione. La Cappello fu sempre invisa alla corte ed al fratello di Francesco, il cardinale Ferdinando I de' Medici, tanto che l'improvvisa morte della coppia, a distanza di un solo giorno l'uno dall'altra, ha fatto sospettare un avvelenamento ordinato dal cardinale stesso, mentre le cronache parlarono di cause legate a una malattia fulminante.

### Granduca di Toscana
Francesco, come il padre Cosimo, era incline al dispotismo, ma, al contrario di questi, non seppe mantenere l'indipendenza di Firenze e agì quasi come un semplice vassallo di suo suocero, l'imperatore del Sacro Romano Impero. Impaurito dalla congiura di Orazio Pucci e Piero Ridolfi e di altri nobili fiorentini nel 1575, fu spietato coi responsabili e con i loro appoggi, arrivando a dare il beneplacito, se non addirittura ad architettare, l'omicidio di due donne di casa Medici che intrattenevano rapporti con il partito antimediceo: la sorella Isabella de' Medici e la cognata Leonora Álvarez de Toledo, uccise dai rispettivi mariti a distanza di meno di una settimana in circostanze molto simili.
Francesco inoltre non si interessò molto di politica e preferì lasciare le sorti del Granducato nelle mani dei numerosi funzionari dei quali si fidava ciecamente. Continuò a tassare pesantemente i propri sudditi al fine di versare un gran numero di tributi all'Impero.
Come i propri avi, Francesco I de' Medici fu un importante mecenate, favorendo molti artisti e dando incarico al Buontalenti di costruire una villa a Pratolino, dove egli stesso aveva acquistato una tenuta nel 1568. La villa, oggi perduta, fu costruita tra il 1569 ed il 1581 ed è ricordata come la più sfarzosa tra le ville medicee, edificata con l'intento di creare un ambiente fiabesco per la seconda moglie di Francesco, basato su canoni ermetici e conoscenze occulte.
Allo stesso Buontalenti affidò la progettazione della città-fortezza di Livorno, al fine di assicurare un adeguato sbocco a mare per i traffici del Granducato.
Comprò Villa la Magia e tutti i possedimenti della villa sul monte Montalbano.
Era appassionato di alchimia e sensibile alle opere dei maggiori chimici e alchimisti del tempo. Suggestionato dalle porcellane cinesi importate in Occidente, volle ad ogni costo che fosse risolto il problema degli impasti per realizzarne una produzione locale, e nel Casino di San Marco in Firenze, sotto la direzione del Buontalenti, mise all'opera gli "arcanisti", partecipando egli stesso alle sperimentazioni, con lunghe frequentazioni in laboratorio. I tentativi ebbero successo e intorno al 1575 vedranno la luce le prime opere di porcellana a pasta vitrea mai realizzate in occidente, la cosiddetta "Porcellana dei Medici".
Famoso per questi studi è lo Studiolo che si fece realizzare da Giorgio Vasari in Palazzo Vecchio, dedicato a "... servire per un guardaroba di cose rare et pretiose, et per valuta et per arte, come sarebbe a dire Gioie, Medaglie, Pietre intagliate, cristalli lavorati e vasi..."
Nel 1585, ebbe l'onore di ospitare alla sua corte l'Ambasciata Tenshō, prima missione diplomatica giapponese in Europa, a cui fece visitare anche Pisa e Siena.
A Francesco succedette il fratello Ferdinando, che per l'occasione lasciò la porpora cardinalizia.

### Morte controversa

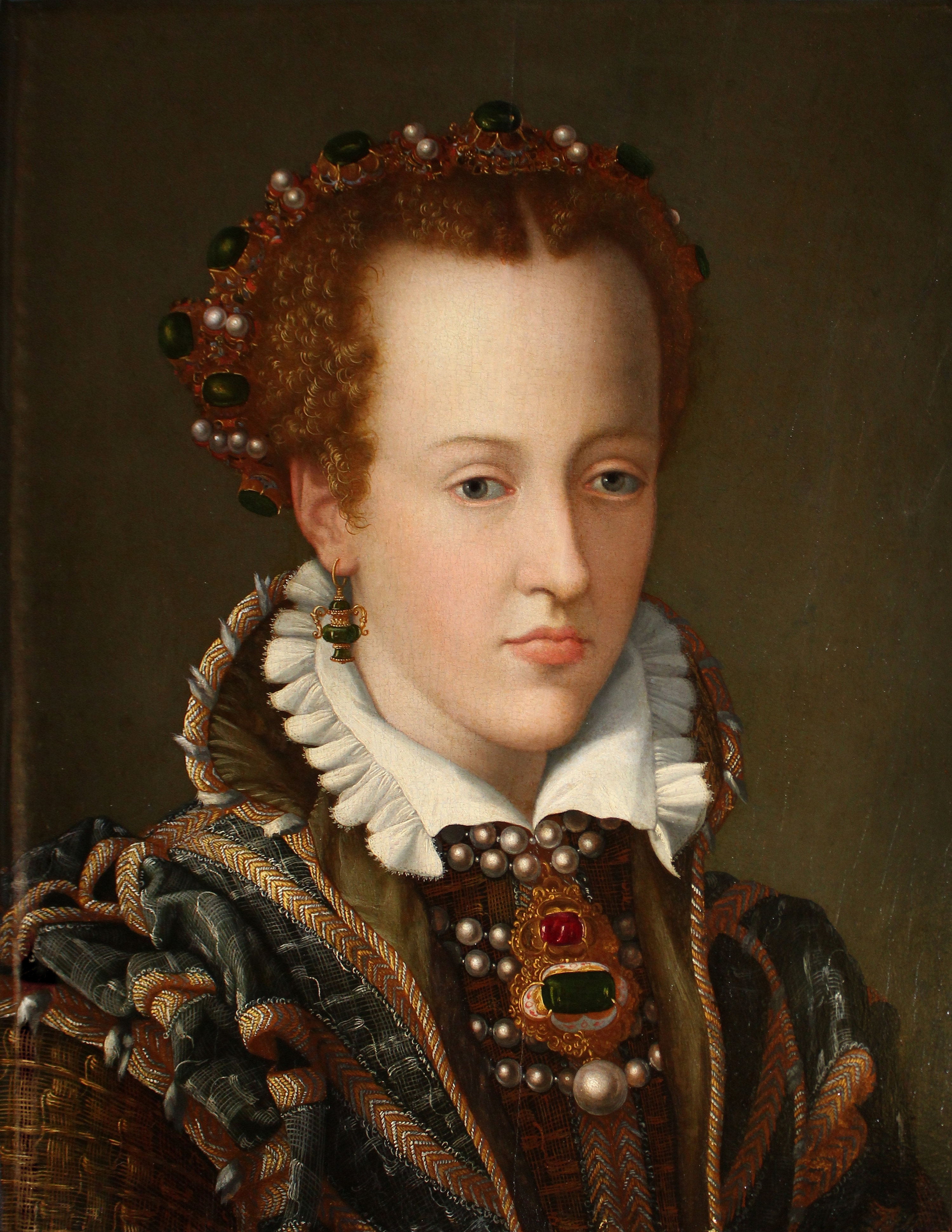
Ritratto di Giovanna d'Austria di Alessandro Allori, 1570 circa, Tesoro dei Granduchi, Firenze

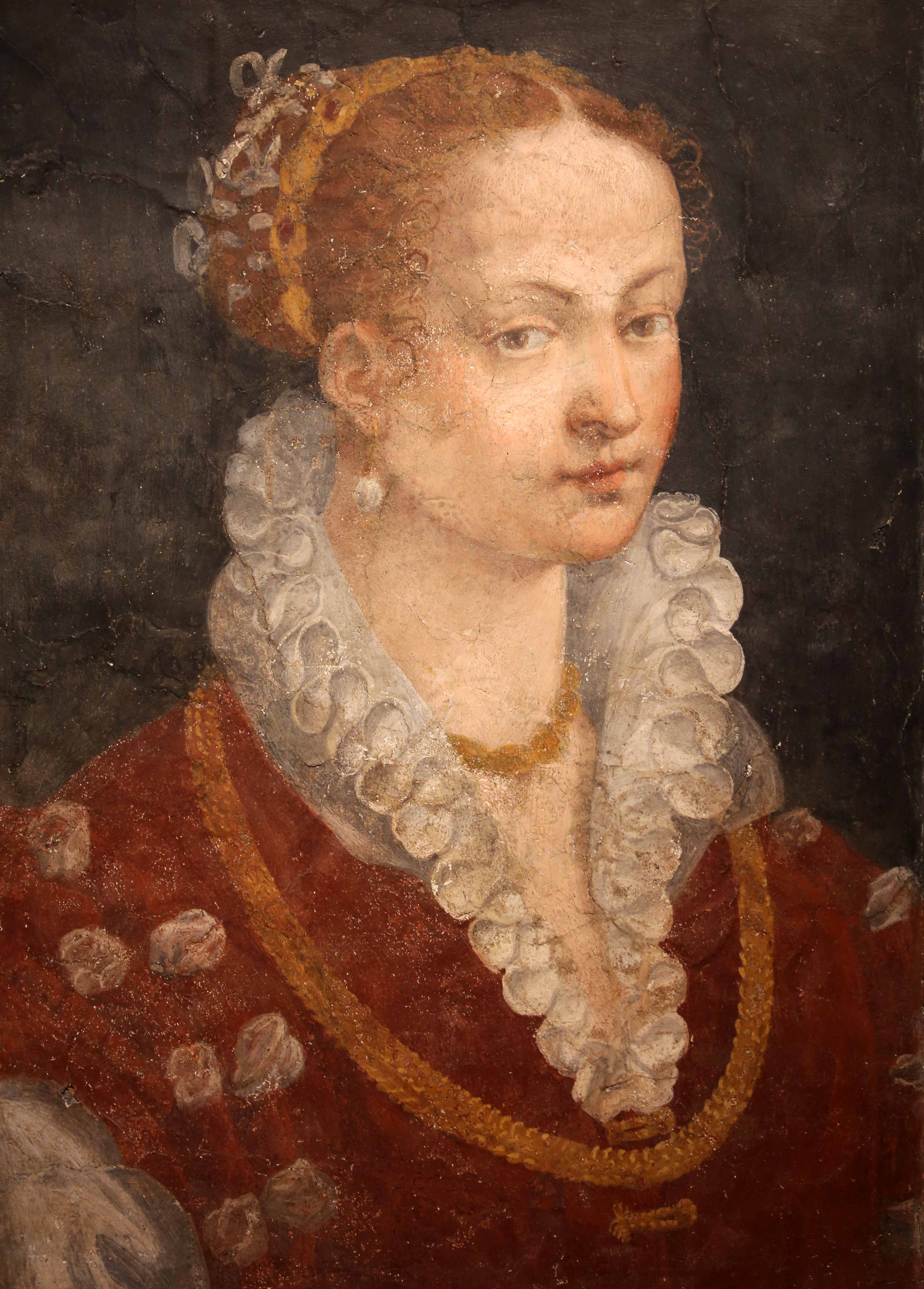
Ritratto di Bianca Cappello di Alessandro Allori, 1580 circa, Galleria degli Uffizi, Firenze

La sera dell'8 ottobre 1587, dopo una giornata trascorsa in battuta di caccia insieme al fratello Ferdinando, Francesco I e Bianca cenarono presso la Villa di Poggio a Caiano, ma, prima Francesco e poi Bianca, si sentirono male e si misero presto a letto accusando febbre elevata e intermittente con episodi di vomito: undici giorni dopo erano morti entrambi, senza che l'uno sapesse dell'altra.
La morte fu attribuita dai contemporanei ad un attacco di malaria, una malattia molto diffusa nei secoli passati. Tuttavia fin da subito si sparsero voci che la coppia fosse stata avvelenata da Ferdinando del quale era nota l'avversione per Bianca e che ambiva a succedere al fratello prima che questi generasse un erede maschio.
Ferdinando da parte sua contribuì ad alimentare i sospetti creando una barriera di segretezza intorno alle due salme e assumendosi in prima persona la gestione diretta dell'avvenimento. Fece eseguire un'autopsia su entrambe e in modo apparentemente frettoloso ne dispose la sepoltura.
L'improvvisa e non chiarita morte dei due personaggi ha alimentato, nei secoli successivi, il fiorire di ipotesi e ricostruzioni, oltre a fornire l'ispirazione per opere letterarie. 
Un'indagine portata a conclusione nel 2006 da un'équipe di studiosi dell'Università di Firenze, guidati dal tossicologo forense Francesco Mari, anche grazie al ritrovamento delle anfore contenenti i resti delle viscere di Bianca Cappello, ha condotto alla conclusione che l'avvelenamento da arsenico sia la più probabile causa della morte della coppia granducale. Anche tale conclusione, però, è stata quasi subito messa in dubbio da un altro gruppo di studiosi delle università di Pisa e Torino, guidati dallo storico della medicina Gino Fornaciari, secondo il quale le cause del decesso andrebbero invece effettivamente fatte risalire alla malaria. I risultati dell'équipe fiorentina sono stati poi ripresi ed esposti dettagliatamente nel docu-drama tedesco Mord im Hause Medici (2/2). Karriere einer Mätresse presentato nel 2013 dalla rete televisiva europea Arte. Il programma, che vede la partecipazione in prima persona della storica della medicina, Donatella Lippi, una dei componenti dell'équipe, è stato poi trasmesso anche in Italia da Rai Storia nel dicembre del 2014, nel quadro della terza serie del programma a.C.d.C, con il titolo I segreti dei Medici 2. Ascesa di un'amante.

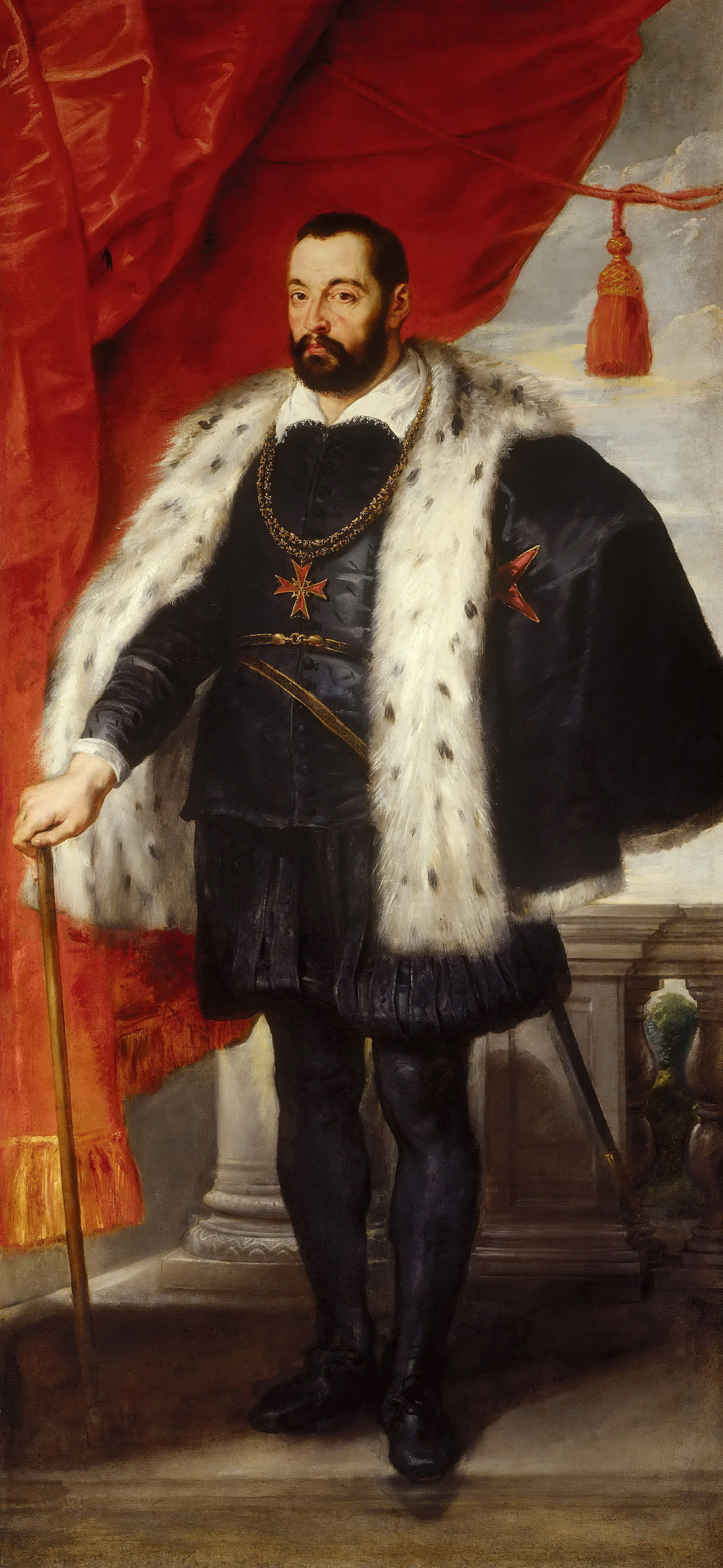
Ritratto postumo di Francesco I de' Medici
Peter Paul Rubens (1621/25)

## Francesco e la scienza
Ricordato dai suoi sudditi più per le sue stravaganze che per un mecenatismo illuminato, a lui si devono, tuttavia, importanti iniziative urbanistiche e culturali, come l'ampliamento del porto di Livorno, la fondazione della Galleria degli Uffizi nel 1581, la realizzazione dello Studiolo di Palazzo Vecchio, l'incentivazione degli studi naturalistici e la promozione delle ricerche alchimistiche, cui prese parte personalmente, che porteranno all'invenzione della cosiddetta ceramica medicea.

## Discendenza

### Figli avuti da Giovanna d'Austria
- Eleonora de' Medici (28 febbraio 1567 - 9 settembre 1611); sposò il cugino Vincenzo I Gonzaga, duca di Mantova
- Romola de' Medici (20 novembre 1568 - 2 dicembre 1568)
- Anna de' Medici (31 dicembre 1569 - 19 febbraio 1584)
- Isabella de' Medici (30 settembre 1571 - 8 agosto 1572)
- Lucrezia de' Medici (7 novembre 1572 - 14 agosto 1574)
- Maria de' Medici (26 aprile 1575 - 3 luglio 1642); sposò Enrico IV e divenne regina di Francia
- Filippo de' Medici (20 maggio 1577 - 29 marzo 1582); erede del Granducato di Toscana, fu gran principe di Toscana dalla nascita alla morte prematura
- Bambino senza nome (10 aprile 1578); morì nel ventre della madre, che perì il giorno successivo

### Figli illegittimi
- Don Antonio (29 agosto 1576 - 2 maggio 1621); non si conosce il reale lignaggio di Antonio, a volte indicato come figlio di Bianca, a volte come figlio di una sua serva, ma comunque fu considerato illegittimo e non fu ben accetto dagli eredi legittimi. Fu: Cavaliere di Malta (1594); priore di Pisa; diplomatico granducale in Francia (1598), a Milano (1598), a Genova (1599), a Bologna (1601), a Livorno (1602, 1603, 1614), a Roma (1605), a Mantova (1608), a Ravenna (1608)

## Ascendenza
|                                  |                                       |                                       | Genitori                     |  |  | Nonni |  |  | Bisnonni             |  |  | Trisnonni                |  |
|                                  |                                       |                                       |                              |  |  |       |  |  | Giovanni il Popolano |  |  | Pierfrancesco il Vecchio |  |
|                                  |                                       |                                       |                              |  |  |       |  |  | Giovanni il Popolano |  |  | Pierfrancesco il Vecchio |  |
|                                  |                                       | Laudomia Acciaiuoli                   |                              |  |  |       |  |  | Giovanni il Popolano |  |  |                          |  |
| Giovanni dalle Bande Nere        |                                       |                                       |                              |  |  |       |  |  | Giovanni il Popolano |  |  |                          |  |
|                                  |                                       | Caterina Sforza                       | Galeazzo Maria Sforza        |  |  |       |  |  |                      |  |  |                          |  |
|                                  |                                       | Caterina Sforza                       | Galeazzo Maria Sforza        |  |  |       |  |  |                      |  |  |                          |  |
|                                  |                                       | Caterina Sforza                       | Lucrezia Landriani           |  |  |       |  |  |                      |  |  |                          |  |
| Cosimo I de' Medici              |                                       | Caterina Sforza                       |                              |  |  |       |  |  |                      |  |  |                          |  |
|                                  |                                       | Jacopo Salviati                       | Giovanni Salviati            |  |  |       |  |  |                      |  |  |                          |  |
|                                  |                                       | Jacopo Salviati                       | Giovanni Salviati            |  |  |       |  |  |                      |  |  |                          |  |
|                                  |                                       | Jacopo Salviati                       | Elena Gondi                  |  |  |       |  |  |                      |  |  |                          |  |
| Maria Salviati                   |                                       | Jacopo Salviati                       |                              |  |  |       |  |  |                      |  |  |                          |  |
|                                  |                                       | Lucrezia di Lorenzo de' Medici        | Lorenzo de' Medici           |  |  |       |  |  |                      |  |  |                          |  |
|                                  |                                       | Lucrezia di Lorenzo de' Medici        | Lorenzo de' Medici           |  |  |       |  |  |                      |  |  |                          |  |
|                                  |                                       | Lucrezia di Lorenzo de' Medici        | Clarice Orsini               |  |  |       |  |  |                      |  |  |                          |  |
| Francesco I de' Medici           |                                       | Lucrezia di Lorenzo de' Medici        |                              |  |  |       |  |  |                      |  |  |                          |  |
|                                  | Fadrique Álvarez de Toledo y Enríquez | García Álvarez de Toledo y Carrillo   |                              |  |  |       |  |  |                      |  |  |                          |  |
|                                  | Fadrique Álvarez de Toledo y Enríquez | García Álvarez de Toledo y Carrillo   |                              |  |  |       |  |  |                      |  |  |                          |  |
|                                  | Fadrique Álvarez de Toledo y Enríquez | María Enríquez de Quiñones y Cossines |                              |  |  |       |  |  |                      |  |  |                          |  |
| Pedro Álvarez de Toledo y Zúñiga | Fadrique Álvarez de Toledo y Enríquez |                                       |                              |  |  |       |  |  |                      |  |  |                          |  |
|                                  |                                       | Isabel de Zúñiga y Pimentel           | Álvaro de Zúñiga y Guzmán    |  |  |       |  |  |                      |  |  |                          |  |
|                                  |                                       | Isabel de Zúñiga y Pimentel           | Álvaro de Zúñiga y Guzmán    |  |  |       |  |  |                      |  |  |                          |  |
|                                  |                                       | Isabel de Zúñiga y Pimentel           | Leonor Pimentel y Zúñiga     |  |  |       |  |  |                      |  |  |                          |  |
| Eleonora di Toledo               |                                       | Isabel de Zúñiga y Pimentel           |                              |  |  |       |  |  |                      |  |  |                          |  |
|                                  |                                       | Luis Pimentel y Pacheco               | Rodrigo Alonso Pimentel      |  |  |       |  |  |                      |  |  |                          |  |
|                                  |                                       | Luis Pimentel y Pacheco               | Rodrigo Alonso Pimentel      |  |  |       |  |  |                      |  |  |                          |  |
|                                  |                                       | Luis Pimentel y Pacheco               | María Pacheco y Portocarrero |  |  |       |  |  |                      |  |  |                          |  |
| María Osorio y Pimentel          |                                       | Luis Pimentel y Pacheco               |                              |  |  |       |  |  |                      |  |  |                          |  |
|                                  |                                       | Juana Osorio y Bazán                  | Pedro Álvarez Osorio         |  |  |       |  |  |                      |  |  |                          |  |
|                                  |                                       | Juana Osorio y Bazán                  | Pedro Álvarez Osorio         |  |  |       |  |  |                      |  |  |                          |  |
|                                  |                                       | Juana Osorio y Bazán                  | María de Bazán               |  |  |       |  |  |                      |  |  |                          |  |
|                                  |                                       | Juana Osorio y Bazán                  |                              |  |  |       |  |  |                      |  |  |                          |  |